# Headcornerstone
Headcornerstone ist eine Vereinigung von vor allem im Raum München aktiven Musikern, die 1996 unter dem Namen Cornerstone gegründet wurde, und Einflüsse aus Roots Reggae bis hin zu modernem Dancehall- und Raggastilen verbindet. Zu den Gründungsmitgliedern zählen u. a. Likkle Lion und Conscious Fiyah.
In ihrer heutigen Zusammensetzung besteht die Gruppe seit 2000. Mitglieder sind unter anderem Moritz „Da Baron“ (Bass), Flo (Keyboard), Mathias (Schlagzeug), Miki (Gitarre), Highna „Conscious Fiyah“ (Gesang), Julia „Da Sista“ (Gesang), Uli (Gitarre), Stefan (Trompete) und Hannes (Saxophon).
Die Band geht in ihren Texten unter anderem auf soziale Missstände ein, stellt aber auch spirituelle Texte vor und reiht sich damit in die „Conscious Reggae“-Tradition ein. Dabei steht insgesamt vor allem Toleranz im Vordergrund. 2004 entstand mit dem Designer Julian R. Wagner das Video zu dem Song „Total Control“, welches von der Europäischen Union durch das Aktionsprogramm Jugend gefördert wurde. In dem Clip prangert die Band die „Entindividualisierung“ des Menschen in einem überwachten Staat an.
Moritz von Korff beendete 2003 eine Ausbildung zum Tonmeister an der Akademie Deutsche POP, gründete sein eigenes Label Oneness Records und ist Bassist der französischen Musikgruppe Dub Incorporation. Er arbeitete zudem mit Künstlern wie Uwe Kaa, Umberto Echo, Sara Lugo und Mark Wonder zusammen.
Seit November 2005 besteht bei Headcornerstone ein zeitlich unbestimmtes Pausieren der musikalischen Zusammenarbeit.
Seit 2006 ist Conscious Fiyah – sowie auch Likkle Lion schon vor ihm – als Soloartist unterwegs.
Des Weiteren sind beide Künstler weiterhin und immer wieder mit ihrem Soundsystem Japhet unterwegs.

## Diskografie
- 2003: Headcornerstone (Echo Beach/Indigo)
- 2004: Stand Strong (Soulfire Artists/Rough Trade)